# Манакиновые
Манакиновые (лат. Pipridae) — семейство воробьиных птиц.

## Описание
Включает небольших, округлых и ярко окрашенных птиц, похожих на синиц. Длина тела 8,5—16 см, весят 9—34 г. Крылья и хвост короткие. Клюв короткий с крючком на конце Оперение у самцов чёрное с жёлтым, красным, белым, реже с голубым; оперение самок зеленоватое. 

## Распространение
Распространены в тропических лесах Центральной и Южной Америки. Приурочены к лесам Амазонии и горным лесам восточных склонов Анд, в остальных районах Южной Америки они не разнообразны.

## Размножение
В гнездовании самцы никакого участия не принимают. В кладке 2 белых или рыжеватых с бурыми пестринами яйца. Насиживание длится 18—19 день, птенцы сидят в гнезде 13—15 дней. Строят чашевидные гнёзда из растительных материалов, обычно располагающиеся на высоте до 15 м.

## Питание
Манакиновые питаются в подлеске. В состав рациона входят мелкие фрукты (часто очень большие для размера птицы), включая ягоды и, в меньшей степени, насекомые. Поскольку они срывают плоды в полёте, считается, что они произошли от насекомоядных птиц. Самцы большую часть времени проводят вместе на местах ухаживания. Манакиновые часто присоединяются к стаям кормящихся птиц.

## Список родов
В семействе 55 видов в 16 родах. В семействе выделяют три подсемейства.

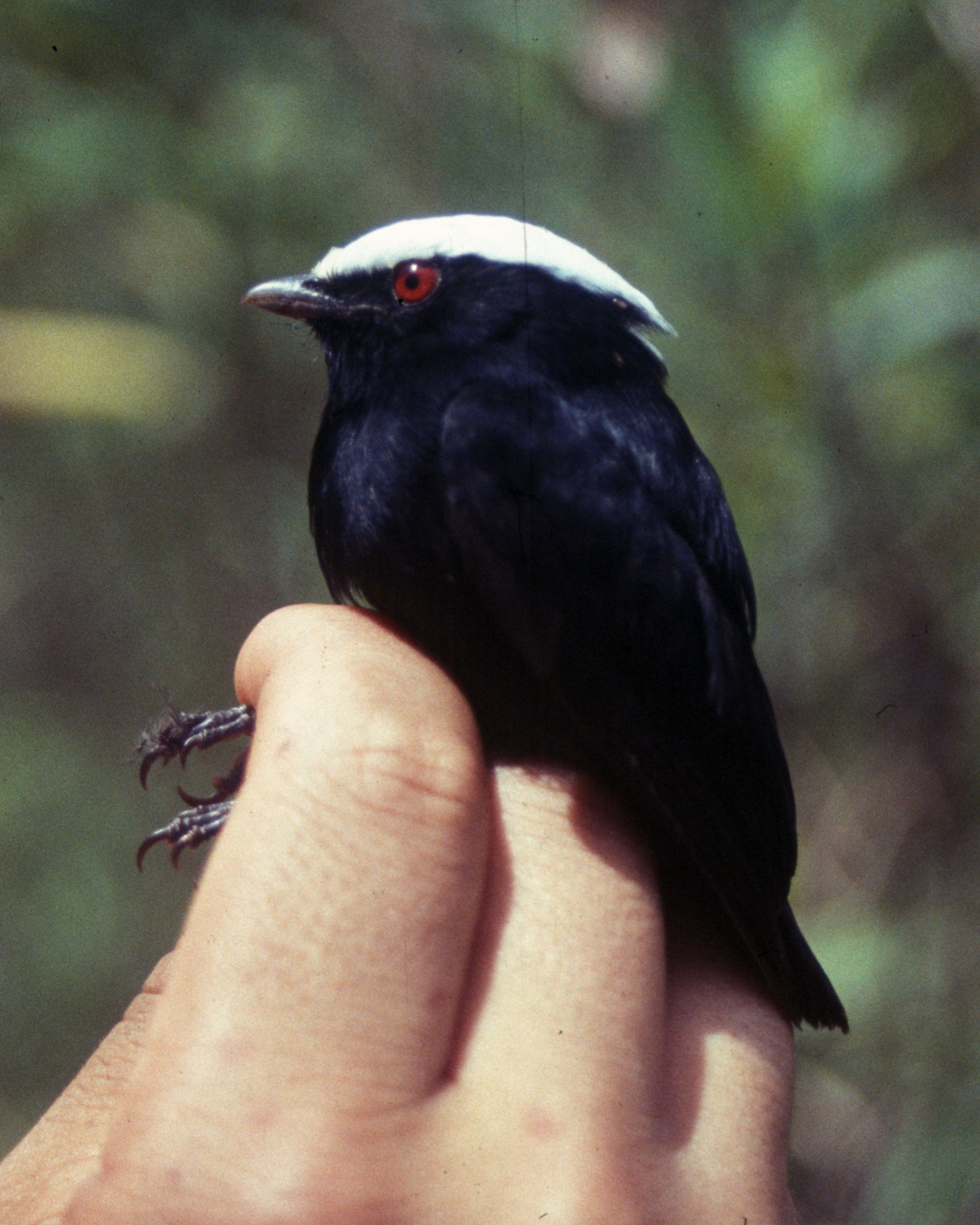
Самец Pseudopipra pipra

- Подсемейство Neopelminae Tello, Moyle, Marchese & Cracraft, 2009
  - Neopelma P.L. Sclater, 1861 — Мухоловковые манакины — 5 видов
  - Tyranneutes P.L. Sclater et Salvin, 1881 — Тиранновые манакины — 2 вида
- Подсемейство Piprinae Rafinesque, 1815
  - Ceratopipra Bonaparte, 1854 — 5 видов
  - Heterocercus P.L. Sclater, 1862 — Лиановые манакины — 3 вида
  - Lepidothrix Bonaparte, 1854 — 9 видов
  - Machaeropterus Bonaparte, 1854 — Корольковые манакины — 5 видов
  - Manacus Brisson, 1760 — Короткокрылые манакины — 4 вида
  - Masius Bonaparte, 1850 — Золотокрылые манакины — 1 вид
  - Pipra Linnaeus, 1764 — Пипры — 3 вида
- Подсемейство Ilicurinae Prum, 1992
  - Chiroxiphia Cabanis, 1847 — Красноногие манакины — 7 видов
  - Corapipo Bonaparte, 1854 — Бородатые манакины — 3 вида
  - Ilicura Reichenbach, 1850 — Иликуры — 1 вид
  - Xenopipo Cabanis, 1847 — Чёрные манакины — 2 вида

- Chloropipo Cabanis & Heine, 1860 — 2 вида
- Cryptopipo Ohlson et al., 2013 — 2 вида
- Pseudopipra Kirwan et al, 2016 — 1 вид
  - Pseudopipra pipra (Linnaeus, 1758) — Белоголовая пипра

Род Piprites, входивший с состав манакиновых, в 2013 году выделен в самостоятельное семейство.